# Gryposaurus
A Gryposaurus (jelentése 'kampós orrú gyík' az ógörög γρύπος / grypos 'kampós' és σαυρος / sauros 'gyík' szavak összetételéből; bár néha tévesen a latin gryphus 'griff' szóból származtatják) egy hadrosaurida dinoszaurusznem volt, amely 83–75 millió évvel ezelőtt, a késő kréta időszakban (a késő santoni korszakban) élt Észak-Amerikában. Ismert fajai a Dinosaur Park Formációból, a kanadai Albertából, valamint az Amerikai Egyesült Államokban levő Two Medicine Formáció alsó részéről, Montanából és a Utah állambeli Kaiparowits Formációból származnak.
A Gryposaurus hasonlít a Kritosaurusra, és a két nemet éveken át egyazon nemként tartották számon. Több koponya, néhány csontváz, valamint a hát középvonaláról származó, gúla formájú pikkelyekkel megőrződött bőrlenyomat alapján ismert. A többi kacsacsőrű dinoszaurusztól leginkább keskeny, hegyes orrpúpja különbözteti meg, melyet néha a kampós, római orrhoz hasonlónak írnak le, és ami talán a faj vagy a nemek azonosítására szolgált és/vagy a fajtársak között vívott harcokban játszott szerepet. Nagy méretű, két és négy lábon járó növényevő volt, amely elérte a 9 méteres hosszúságot és feltehetően kedvelte a folyók közelségét.

## Anatómia

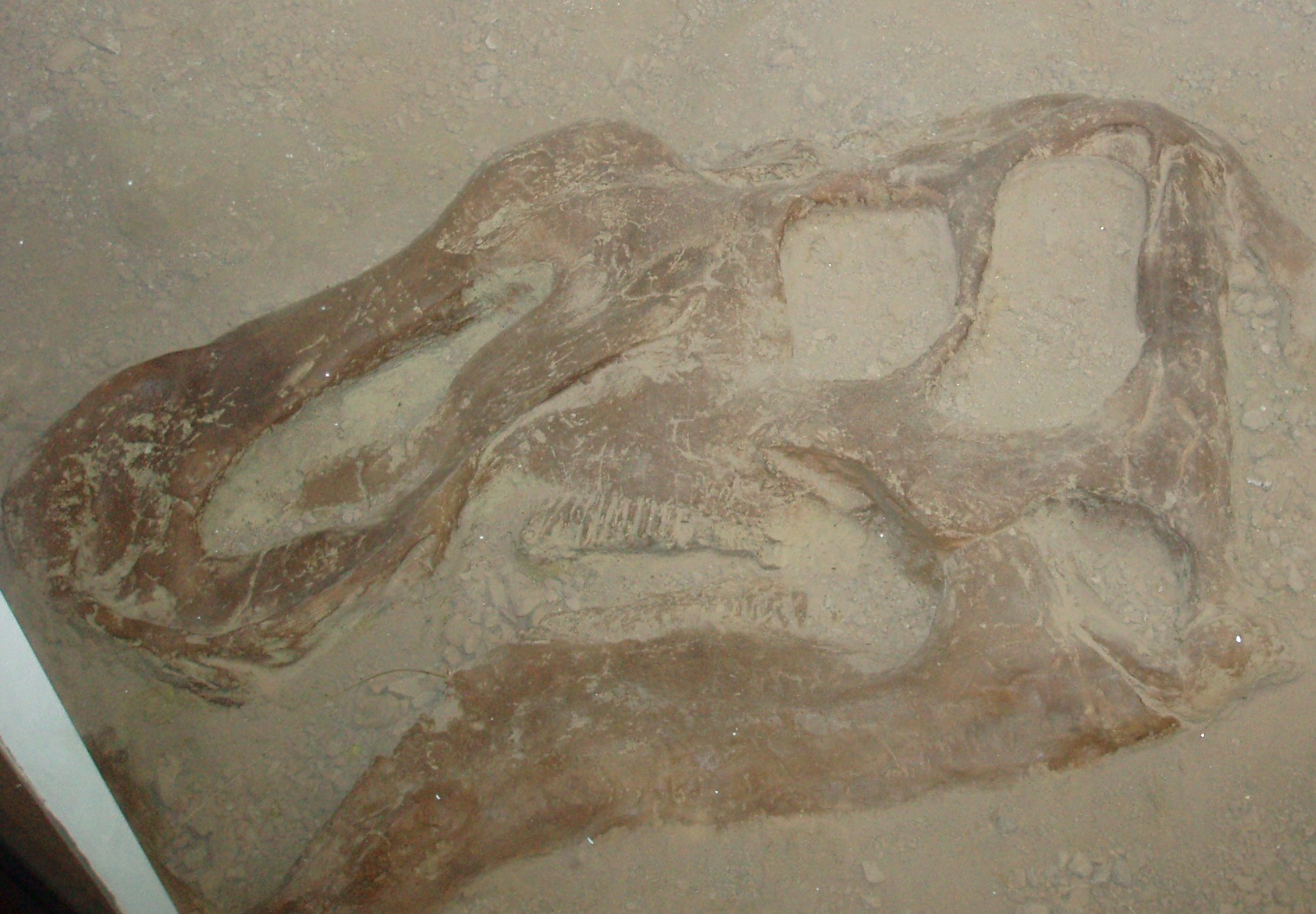
Gryposaurus notabilis koponyája, Milánói Természetrajzi Múzeum (Museo di Storia Naturale di Milano)

A Gryposaurus szokványos méretű és formájú hadrosaurida volt; a legjobb példányok egyike a G. incurvimanus közel teljes típuspéldánya, amely jelenleg a Royal Tyrrell Őslénytani Múzeum (Royal Tyrrell Museum of Palaeontology) kiállításán látható, egy körülbelül 8,2 méter hosszú állat volt. Ehhez az egyedhez tartozik az egyik legjobb példa a Gryposaurus bőrlenyomataira vonatkozóan, ami megmutatja, hogy ezt a dinoszauruszt többféle pikkely borította: gúla alakú, redős, tapadókagyló formájú bőrlemezek, felfelé 3,8 centiméter hosszan a horpaszon és a farkon, egységes sokszögű pikkelyek a nyakon és a test oldalsó részén, valamint gúla alakú, hornyolt oldalú, hosszúkás szerkezetek, melyek a hát tetején, középen egyetlen sorban helyezkedtek el.
A Gryposaurus négy elnevezett faja különbözik a koponya és az állkapocs egyes részletet illetően. A feltűnő orrívet ennél a nemnél a két orrcsont alkotta. Oldalnézetből a szemek előtt elhelyezkedő lekerekített, a koponya hátsó részének legmagasabb pontjáig felérő kidudorodásnak tűnik. A csontváz nagy mértékben ismert, így vonatkoztatási pontként szolgál a többi kacsacsőrű dinoszaurusz csontvázához.

## Osztályozás
A Gryposaurus egy hadrosaurina hadrosaurida volt, a kacsacsőrűek azon alcsaládjának tagja, amely nem rendelkezett üreges fejdísszel. A „gryposaurus” általánosságban ívelt orrú kacsacsőrűekre utal, mint például a „Kritosaurus” australis és az olaszországi Triesztben talált, még leírásra váró „Antonio”. A Gryposaurinae alcsaládot Jack Horner alkotta meg egy nagyobb, a Hadrosaurinae alcsaládot családdá tevő áttekintés során, de jelenleg nincs használatban. A többi hadrosauridával való kapcsolataira vonatkozó kérdés homályos, mivel nem tudni milyen mértékben hasonlít a Kritosaurusra. Jelenleg a kettejük közötti legnagyobb különbség a lelőhely (Alberta és Montana a Gryposaurus, Új-Mexikó a Kritosaurus esetében) és a kor (a Kritosaurus kissé újabb kőzetekből származik, mint a Gryposaurus). Egyébként a Kritosaurus koponyája csak részben ismert, a szemek előtti részéről a legtöbb csont hiányzik, de nagyon hasonlít a Gryposauruséra.

## Felfedezés és történet
A Gryposaurus holotípusa a Kanadai Nemzeti Múzeum (National museums of Canada) NMC 2278-as jelzésű példánya, egy koponya és egy részleges csontváz, melyet George F. Sternberg fedezett fel a napjainkban Dinosaur Park Formáció néven ismert lelőhelyen, Albertában, a Red Deer folyó mentén. Ezt a példányt Lawrence Lambe írta le és nevezte el nem sokkal később, és felhívta a figyelmet a szokatlan orrdíszére. Néhány évvel korábban Barnum Brown felfedezett és leírt egy új-mexikói részleges koponyát, melynek a Kritosaurus nevet adta. A koponya pofarésze hiányos, töredékekre bomlott; Brown a ma Anatotitan néven ismert kacsacsőrű lapos koponyája alapján rekonstruálta, és úgy vélte, hogy a szokatlan darabok összenyomódásra utalnak. Lambe Gryposaurus leírása bizonyítékkal szolgál egy eltérő fejtípusra, és 1916-ban a Kritosaurus koponyáját egy ívelt orral újraalkották, Brown és Charles Gilmore pedig kijelentették, hogy a Gryposaurus és a Kritosaurus egy és ugyanaz az állat. Azonban ekkortájt ez az elmélet nem volt általánosan elfogadott, amire az is utal, hogy a William Parks által elnevezett Dinosaur Park Formációban talált majdnem teljes csontváz a Gryposaurus incurvimanus helyett a Kritosaurus incurvimanus nevet kapta (érdekes módon a Gryposaurus notabilist meghagyta a saját nemében). Sajnos az állat koponyájának elülső része hiányzik, éppen az orrív előtti részig tart. Lull és Wright 1942-es, hadrosauridákról szóló monográfiája közel ötven év után lezárta a Kritosaurus / Gryposaurus vitát a Kritosaurus javára. Az 1990-es évek elején megjelent áttekintések azonban újra felvetették a kérdést a Kritosaurus azonosságát illetően, mivel a többi kacsacsőrűvel összevethető leletanyag korlátozott mennyiségű. Emiatt a Gryposaurus ismét elkülönült a Kritosaurustól, legalábbis átmenetileg.
A helyzetet tovább bonyolítja az egyes szerzőktől, köztük Jack Hornertől származó feltevés, miszerint a Hadrosaurus azonos a Gryposaurusszal, a Kritosaurusszal vagy mindkettővel. Ez az elmélet az 1970-es évek vége és az 1980-as évek eleje táján volt a legelterjedtebb és több népszerű könyvben is felbukkant; az egyik ilyen jól ismert mű a The Illustrated Encyclopedia of Dinosaurs (A dinoszauruszok illusztrált enciklopédiája), ami a kanadai (Gryposaurus) maradványokra Kritosaurusként hivatkozik, a K. incurvimanus felállított csontvázáról készült kép feliratánál azonban az állatot zavaró módon Hadrosaurusnak nevezi. Habár Horner 1979-ben az új Hadrosaurus [Kritosaurus] notabilis kombinációt használta egy részleges koponya és csontváz, valamint egy, a montanai Bearpaw-palában talált második (a szakirodalomból egyszer már eltűnt), hiányos csontváz azonosítására, az 1990-es években pedig, amikor megváltoztatta az álláspontját, az elsők között jelentette meg ismét nyomtatásban a Gryposaurus nevet. A jelenlegi elképzelés szerint a Hadrosaurus, habár töredékes maradványok alapján ismert, a felkarcsont és a csípőcsont eltérései által megkülönböztethető a Gryposaurustól.
A további kutatás során fény derült arra, hogy volt egy harmadik, G. latidensnek nevezett faj is, amely a klasszikus albertai gryposaurus lelőhelyeknél egy kissé régebbi, montanai kőzetekből került elő. Egy 1916-ban, az Amerikai Természetrajzi Múzeum (American Museum of Natural History) számára begyűjtött csontváz két része alapján a G. latidens csontmederből származó leletekből is ismert. Horner aki leírást készített a példányokról, úgy ítélte meg, hogy egy kevésbé fejlett fajhoz tartoztak.
A Utah állambeli Grand Staircase-Escalante National Monument területéről, a Kaiparowits Formációból származó új leletanyag egy koponyából és egy részleges csontvázból áll, ami a G. monumentensis nevű fajhoz tartozik. A koponya jóval erősebb volt, mint a többi fajé, az állkapocs elejének felső szegélyén megnagyobbodott villafogak helyezkedtek el a csőr alja közelében. Ez az új faj nagyban kibővíti a nem földrajzi elterjedtségét, és lehetséges, hogy élt mellette egy másik, jóval könnyebb felépítésű is. A Kaiparowits Formációból koponya és egyéb csontvázmaradványok alapján több, az északiaknál nagyobb gryposaurus faj is ismertté vált.

### Fajok

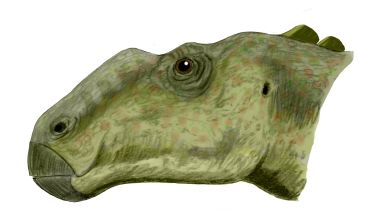
A Gryposaurus notabilis feje

Jelenleg négy faj ismert: a G. notabilis, a G. incurvimanus, a G. latidens és a G. monumentensis. Közülük kettő, a G. notabilis és a G. incurvimanus típusfaj, melyek ugyanarról a helyről, a késő kréta időszak campaniai korszakából, a kanadai Albertában levő Dinosaur Park Formációból származnak. Különböző az orrívük mérete (a G. notabilis esetében közelebb áll a szemekhez) és a felkar alakja (az G. incurvimanusnál hosszabb és erősebb). A G. incurvimanus 10 teljes és 12 töredékes koponya, valamint koponya alatti csontváz, a G. incurvimanus pedig két teljes csontváz alapján ismert, bár ez utóbbiak talán a G. notabilis egyik változatát képviselik. A G. latidensre a Montana államban levő Pondera megyében, a Two Medicine Formáció alsó, késő santoni–kora campaniai korszakhoz tartozó részén találtak rá, és több példány részleges koponyája és csontváza alapján ismert. Az orríve feltűnő volt, mint a G. notabilisé, de a pofán jóval előrébb helyezkedett el, a fogai kevésbé voltak fejlettek, emellett iguanodontiaszerű jellegzetességekkel rendelkezett. A nem hivatalos név, a „Hadrosauravus” (Lambert, 1990) egy korai nem használt név, ami ehhez a fajhoz tartozik. A G. monumentensis Utah államból, egy koponya és egy részleges csontváz alapján ismert.
Az Albertából származó töredékes maradványokat, melyeket eredetileg Trachodon (Pteropelyx) marginatus (Lambe, 1902) néven azonosítottak, a „Kritosaurus=Gryposaurus” elméletben a Kritosaurushoz kapcsolták. Ez a taxon talán megegyezik a G. notabilisszal, de a legújabb áttekintés nem támogatja ezt a szinonimiát.
A G. monumentensis 2008-ban a második helyen állt a Nemzetközi Fajkutató Intézet (International Institute for Species Exploration) új fajokat tartalmazó 10-es toplistáján.

## Ősbiológia
Hadrosauridaként a Gryposaurus egy két/négy lábon járó növényevő volt, amely különféle növényeket fogyasztott. Különleges ízületekkel ellátott koponyája a rágáshoz hasonló őrlő mozgást tett lehetővé, a készletekben százával elhelyezkedő fogai pedig, melyekből egyszerre csak maroknyi volt használatban, állandóan cserélődtek. A növényi anyagokat széles csőrével darabolhatta és egy pofaszerű szerv segítségével tarthatta a szájában. A növényzetet a földtől körülbelül 4 méteres magasságig érhette el.
Úgy tűnik, hogy a Dinosaur Park Formáció többi madármedencéjű dinoszauruszához hasonlóan a Gryposaurus csak abban az időben létezett, amikor a kőzetek létrejöttek. A formáció lerakódó rétegei növekvő óceáni hatásra utalnak. A Gryposaurus hiányzik a formáció felső részéről, ahol inkább a Prosaurolophus van jelen. Más dinoszauruszok csak a formáció alsó részéről ismertek, például a szarvas Centrosaurus és az üreges fejdíszű kacsacsőrű Corythosaurus. A Gryposaurus talán jobban kedvelte a folyókhoz közeli területeket.

### Orrív
A Gryposaurus egyedi orríve a kacsacsőrűek más koponyaadaptációihoz hasonlóan talán a társas viselkedés különböző feladatait látta el, például a nem azonosítását és a csoporton belüli rangsor meghatározását. Emellett az állat oldalirányú nyomásra vagy lökésre használhatta a vetélytársakkal szemben, és látható illetve hallható jelek leadására szolgáló felfújható légzsákok szegélyezhették. Az ív teteje egyes példányoknál durva volt, ami arra utal, hogy vastag elszarusodott bőr fedte vagy egy kötőszövetből álló függelék helyezkedett el rajta.

## Fordítás
- Ez a szócikk részben vagy egészben a Gryposaurus című angol Wikipédia-szócikk ezen változatának fordításán alapul.  Az eredeti cikk szerkesztőit annak laptörténete sorolja fel. Ez a jelzés csupán a megfogalmazás eredetét és a szerzői jogokat jelzi, nem szolgál a cikkben szereplő információk forrásmegjelöléseként.